# Stade Neza 86
Le stade Neza 86 est un stade de football situé à Nezahualcoyotl au Mexique.
Le stade accueille principalement les matchs du club de Potros Neza.

## Histoire
Il a été inauguré en 1981 et a accueilli des matchs de la Coupe du monde de football de 1986.

## Matchs de coupe du monde
| Date         | Match                | Affluence |
| ------------ | -------------------- | --------- |
| 4 juin 1986  | Écosse 0-1 Danemark  | 18 000    |
| 8 juin 1986  | Danemark 6-1 Uruguay | 26 500    |
| 13 juin 1986 | Écosse 0-0 Uruguay   | 20 000    |